# Petit Bocq
Le Petit Bocq est un ruisseau de Belgique coulant en province de Namur, affluent du Bocq en rive droite.
Il prend sa source dans le bois du Bocq à Schaltin et traverse le village de Natoye. Il se jette finalement dans le Bocq au niveau du petit hameau de Stée, près de Braibant.